# Храм Симеона Столпника (Тверь)
Церковь Симеона Столпника — уничтоженный в советское время православный храм, располагавшийся в историческом центре Твери.

## Расположение
Храм располагался при пересечении Симеоновской улицы и Свободного переулка. В настоящее время на этом месте находится здание, адрес которого Свободный переулок, 5.

## История

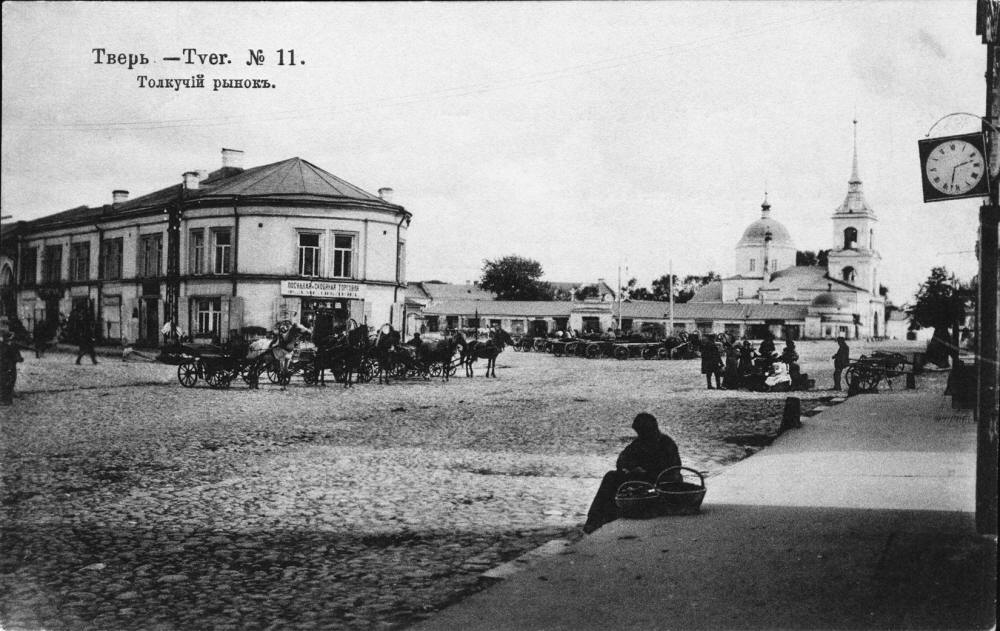
Храм до революции.

Первое упоминание храма датируется 1626 годом. Новый каменный храм был построен позже, в 1676 году. После масштабного городского пожара 12 мая 1763 года храм Симеона Столпника вплоть до конца XVIII века оставался единственным каменным сооружением 45-го квартала. Во время того пожара он выгорел изнутри, при этом стены и сводчатая конструкция церкви, вероятно, сохранились, что позволило уже в июле 1763 года подготовить к освящению Зосимо-Савватиевский придел, который примыкал к северной стене основного объёма.
В 1772 году закончился ремонт и обновление главного храма. Был создан новый иконостас, написаны иконы, куплена необходимая церковная утварь.
В 1790 г. при Симеоновском храме началось расширение трапезной. В то же время было решено построить новую колокольню. В 1791 году эти работы были завершены, а в 1794 году в трапезной был освящён придел Благовещения.
В 1800 году Зосимо-Савватьевский придел был расписан художником Семёном Крыжовым на средства прихожан. В 1811 году храм и ограда вокруг него были покрашены.
Храм также перестраивался, восстанавливался и обновлялся в 1812, 1827, 1868, 1877 годах. В 1830 году в ограде храма была установлена каменная часовня<.
В 1930-х годах советские власти уничтожили храм, в 1958 году на его месте было построено здание автовокзала.